# Национальный музей науки и техники (Испания)
Национальный музей науки и техники (исп. Museo Nacional de Ciencia y Tecnologia - MUNCYT) —национальный технический музей Испании, посвященный продвижению и сохранению достижений науки и технологий. В его коллекцию входят более 18 000 научных приборов, технологических устройств, транспортных средств, машин и промышленных инструментов с XVI века до наших дней.
Музей находится в ведении министерства науки, инноваций и университетов и управляется Испанским фондом науки и технологий.
Музей входит в сеть музеев Испании и международную сеть науки, технологий и инноваций, а также является членом Европейской сети научных центров и музеев (ECSITE) и комитета по науке и технологиям Международного совета музеев (CIMUSET).

## История
Идея создания музея первоначально возникла в 1962 году, когда была создана комиссия по созданию музея посвященного науке и технике, но она не была реализована. В 1972 году был создан проект музея, на фоне сообщений о подобных музеях в других странах Европы и США, но он также не был реализован. В 1975 году была предложена национальным институтом промышленности Испании официальная инициатива реализации данного проекта, но она была отложена из-за изменении политической ситуации в стране. В период с конца 1979 года по начало 1980 года были созданы совет попечителей будущего музея и определено место, где он будет находиться. Музей был основан 30 июня 1980 года. Для посетителей музей был открыт в 1997 году.

## Расположение
До 2012 года музей располагался в здании бывшего вокзала железнодорожной станции Делисиас в Мадриде, совместно с железнодорожным музеем. На данной территории в настоящее время продолжает  находится научно-исследовательский центр, в который входят — библиотека, архив и хранилище музея для изучения научного и технического наследия.
В настоящее время главный выставочный зал музея, который был открыт 4 мая 2012 года, находится в городе Ла-Корунья. 12 декабря 2014 года был открыт второй выставочный зал в городе Алькобендасе, где существует возможность проведения образовательных мероприятий, а также имеется цифровой планетарий.

## Коллекция
На момент открытия, музей не имел собственной коллекции, и только в 1982 году в музей начали поступать первые экспонаты. Основой коллекции являются экспонаты полученные из национальной королевской академии наук и института Сан-Исидро.
Среди экспонатов, выставленных в основном выставочном пространстве музея, имеются:
- передняя часть самолёта Boeing 747 «Лопе де Вега»,  авиакомпании Iberia, находившегося в эксплуатации с 1981 по 2003 год, на котором в сентябре 1981 года в Испанию была доставлена «Герника» Пикассо[16][17];
- прототип «Механической энциклопедии», механический предшественник электронной книги 1949 года, созданный испанской изобретательницей Анжелой Руис Роблес[исп.][18];
- точная копия стратонавтического скафандра, созданный инженером Эмилио Эррерой[исп.] в 1935 году;
- линза Френеля, использовавшаяся в период с 1857 по 1904 года в маяке Башня Геркулеса[19];
- первый компьютер IBM 650, прибывший в Испанию, куплен RENFE в 1959 году[20].

## Директора
| ФИО на русском языке        | ФИО на испанском языке           | Срок полномочий |
| --------------------------- | -------------------------------- | --------------- |
| Ампаро Себастиан Каудет     | исп. Amparo Sebastián Caudet     | 1997—2008       |
| Рамон Нуньес Сентелья       | исп. Ramón Núñez Centella        | 2008—2013       |
| Мариан-дель-Ехидо Родригес  | исп. Marián del Egido Rodríguez  | 2014—2022       |
| Фернандо Луис Фортес Бланко | исп. Fernando Luis Fontes Blanco | 2022—н. в.      |

## Галерея

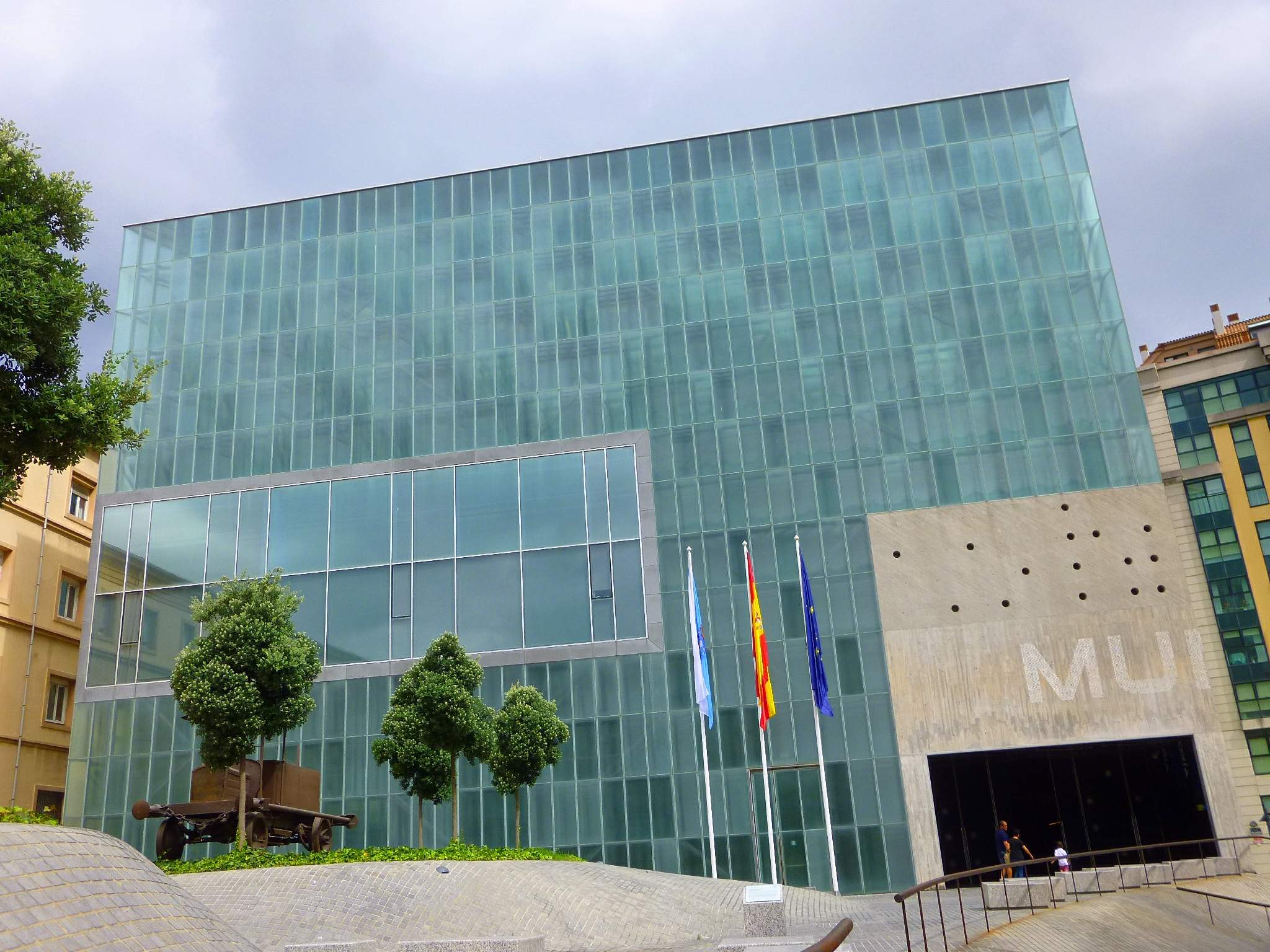
Главный вход в выставочный зал в Ла-Корунье
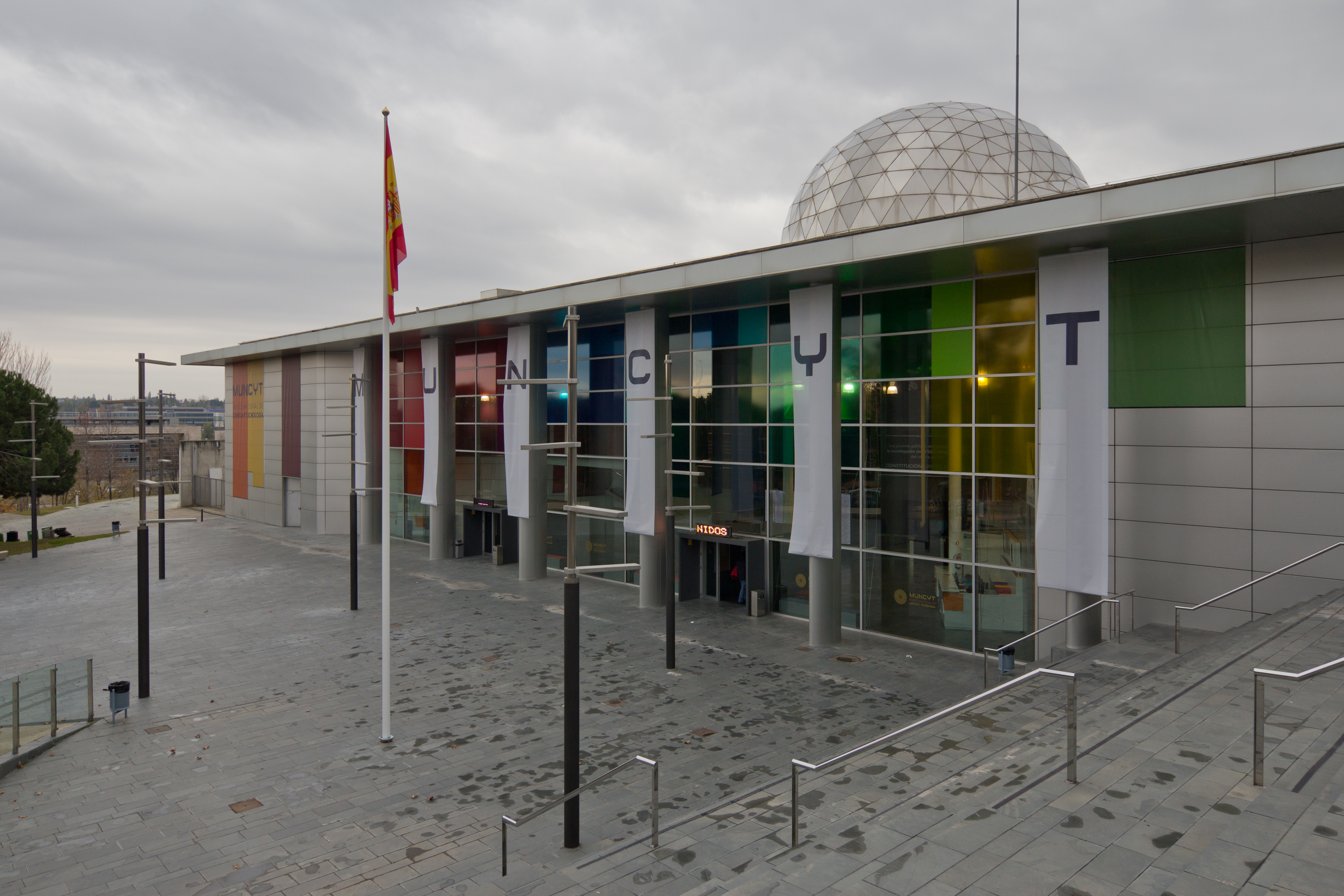
Главный вход в выставочный зал в Алькобендасе
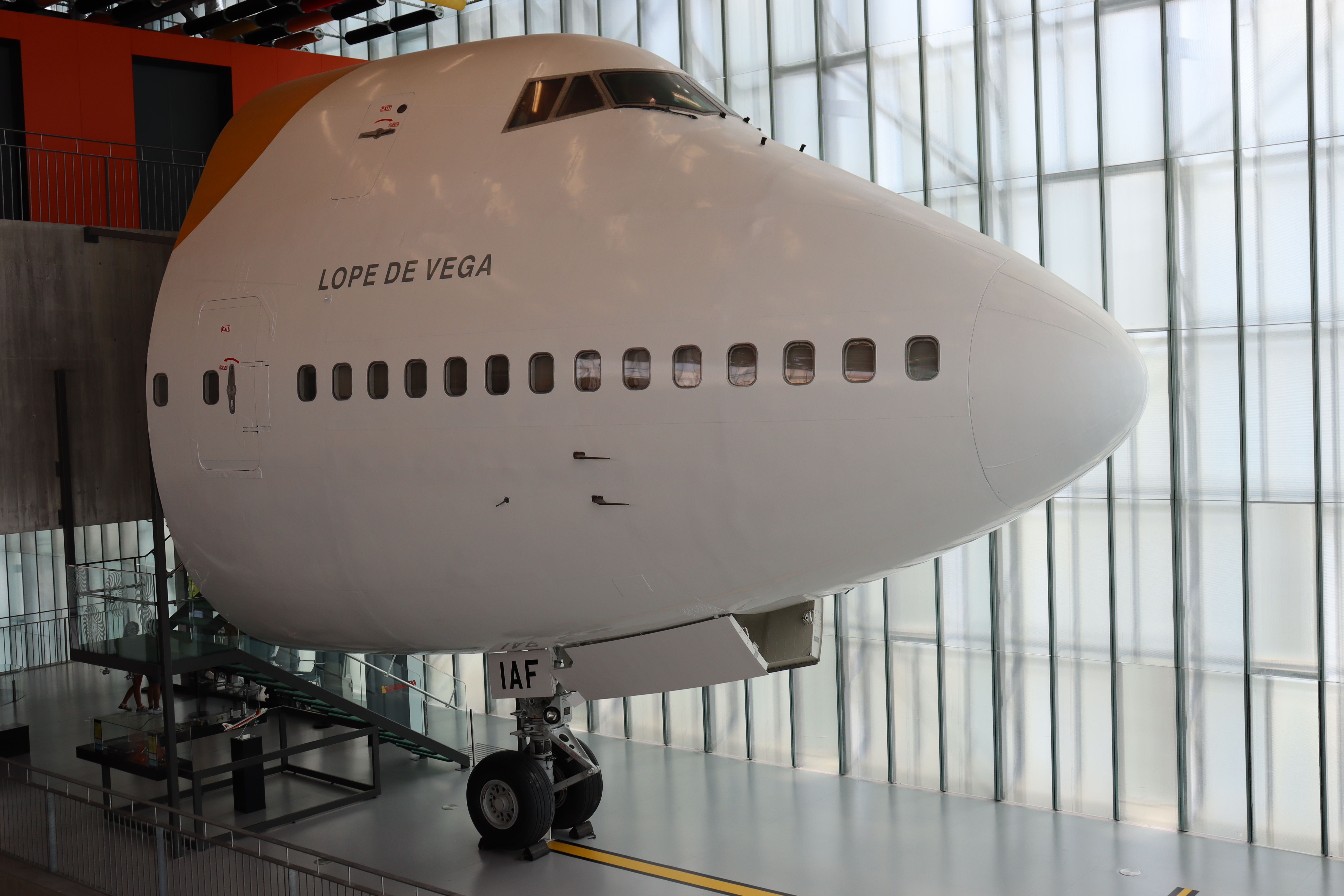
передняя часть фюзеляжа «Лопе де Вега», самолёта Boeing 747 авиакомпании Iberia
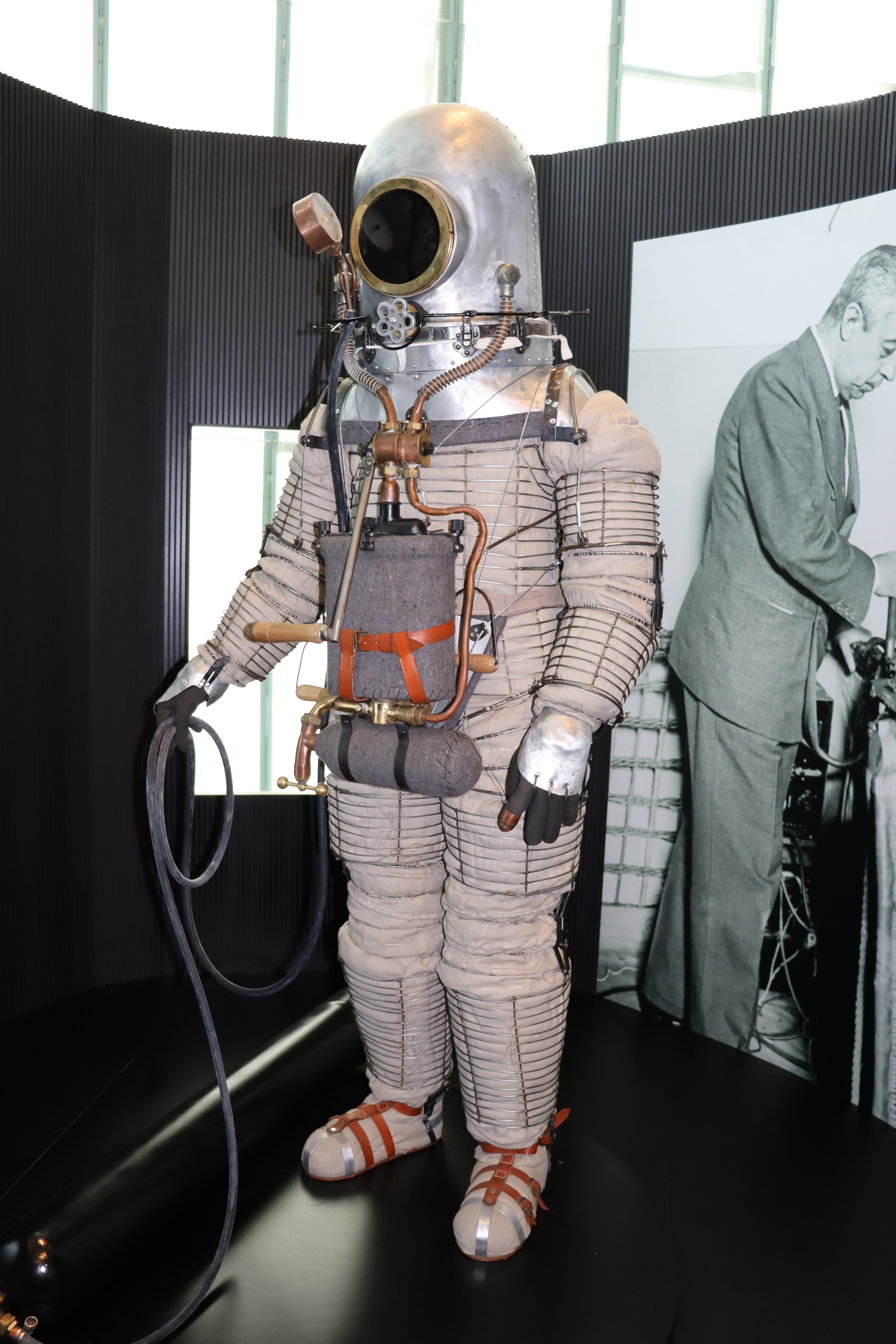
копия стратонавтического скафандра
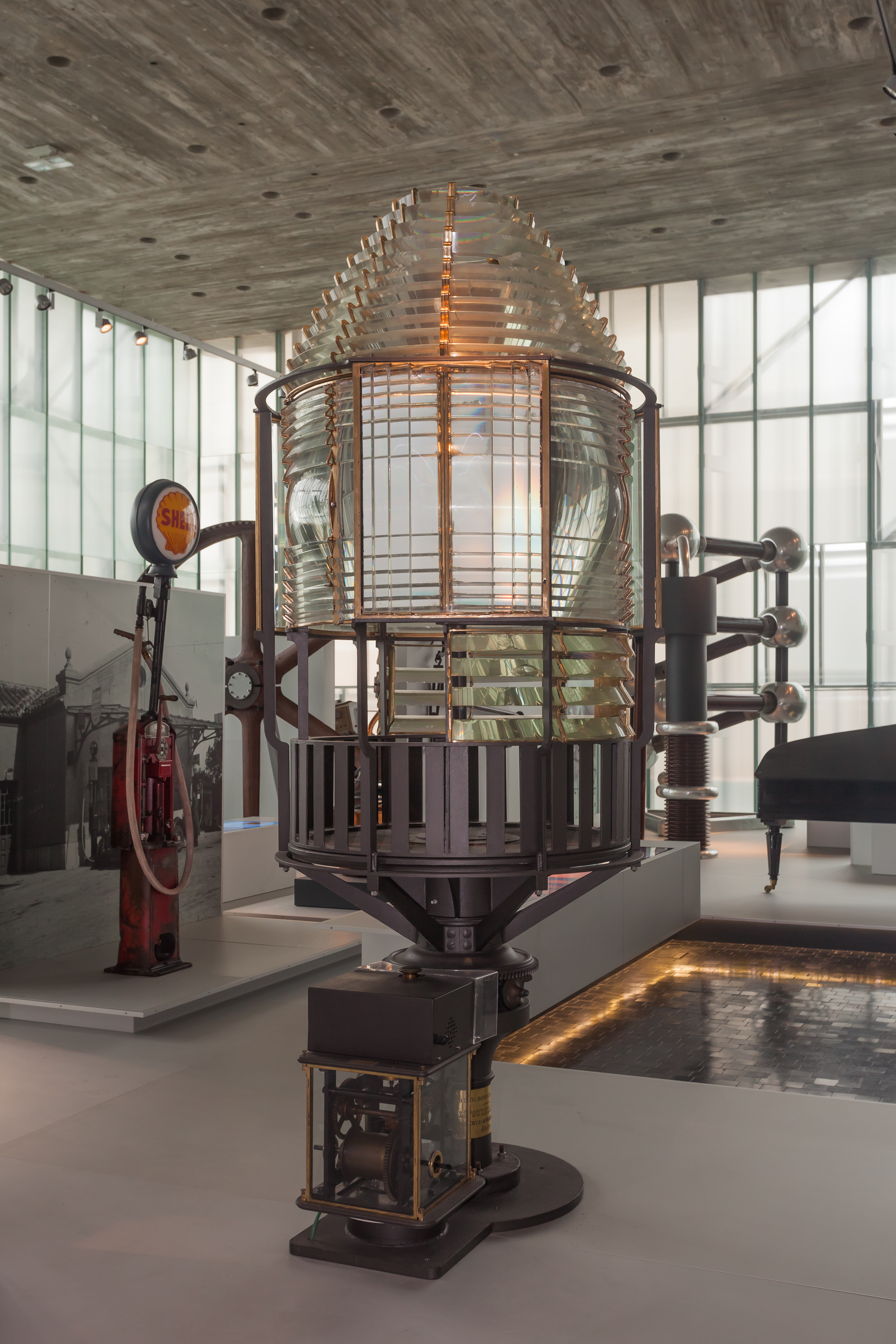
Линза Френеля из маяка Башня Геркулеса
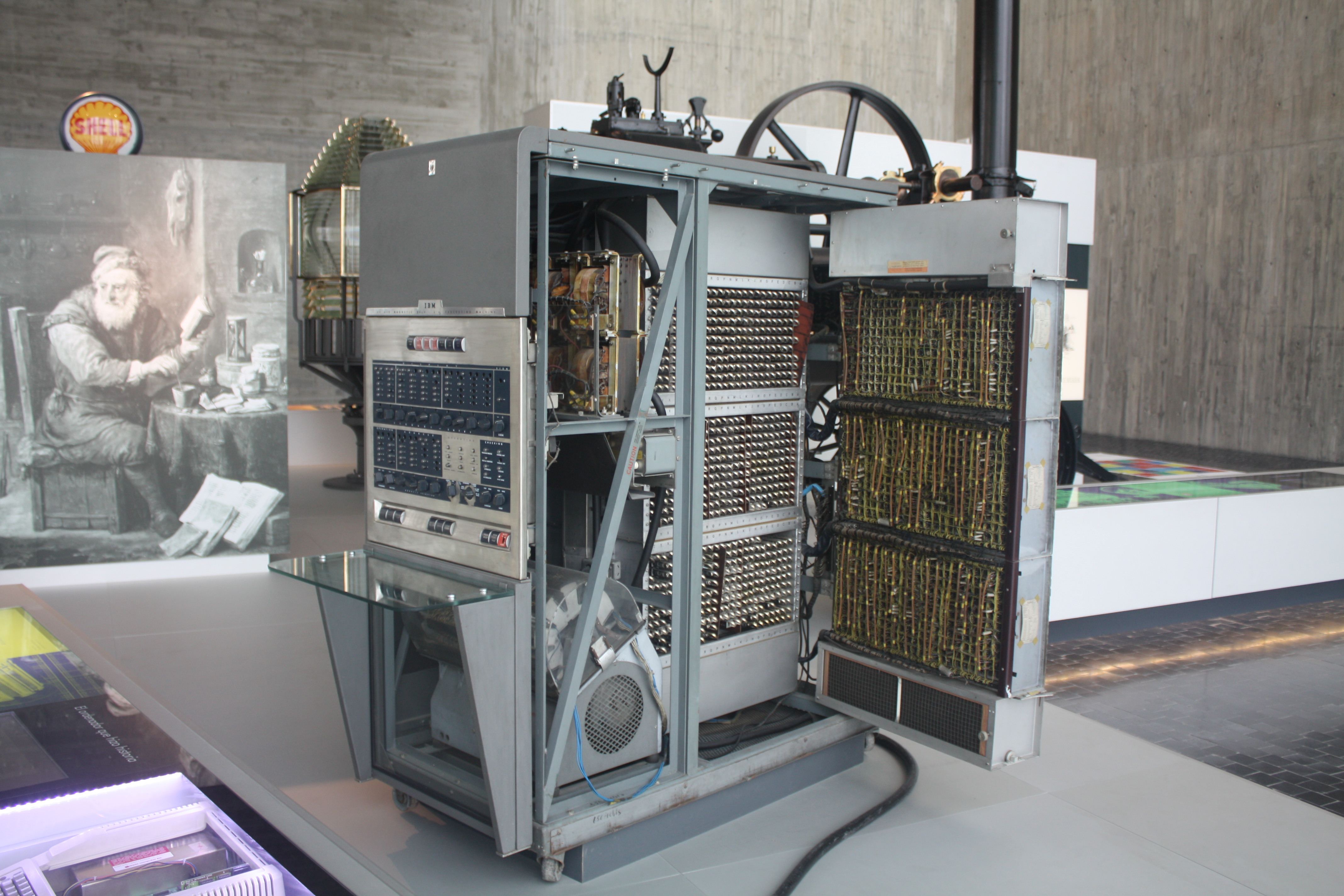
Первый компьютер в Испании, консольный блок IBM 650 (вид сбоку)
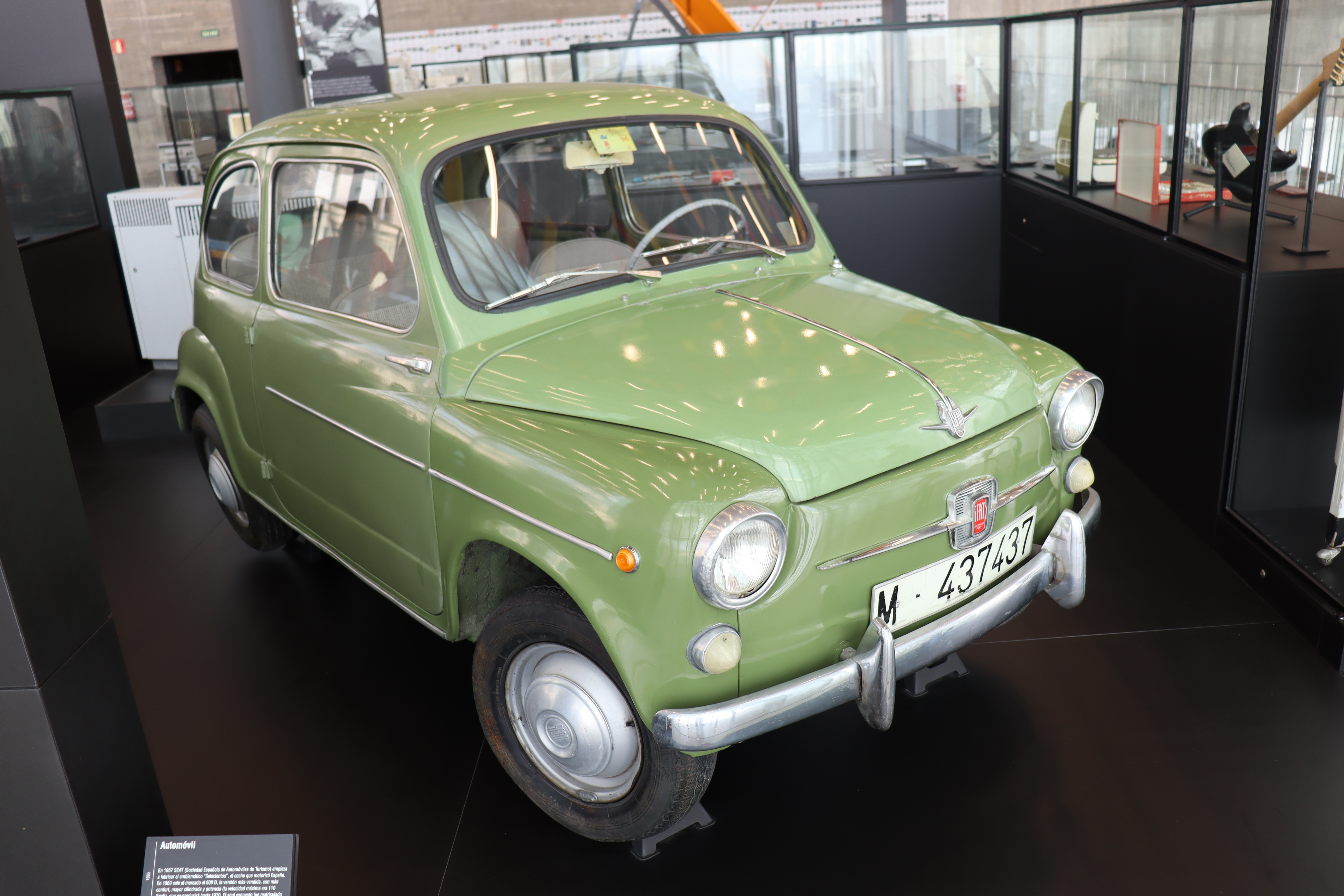
SEAT 600 D (1965 год)